# Royal Flying Corps
Il Royal Flying Corps, spesso abbreviato in RFC, è stato dal 13 maggio 1912 al 1º aprile 1918 la forza aerea del Regno Unito e parte integrante delle forze armate del Regno Unito durante la prima guerra mondiale.

## Origini
Formati con mandato reale il 13 maggio 1912, i RFC sostituirono il Battaglione Aereo dei Royal Engineers. Per la fine di quell'anno, disponeva di 12 palloni e di 36 biplani da caccia. I RFC vennero concepiti come corpo distinto da esercito e marina. La Royal Navy comunque non era contenta di avere la sua aviazione sotto il controllo di un corpo dell'esercito e formò un proprio corpo, il Royal Naval Air Service (RNAS).
Il motto dei RFC era: Per Ardua ad Astra.
Il primo incidente fatale dei RFC avvenne il 5 luglio 1912, nei pressi di Stonehenge sulla Piana di Salisbury. Vi persero la vita il Capitano Eustace B. Loraine e il suo osservatore Sergente R.H.V. Wilson. Dopo l'incidente venne emanato un ordine che recitava "I voli continueranno questa sera come al solito", questa frase diventerà una tradizione per il corpo.

## Velivoli
I velivoli usati da RFC e RNAS durante la guerra comprendevano:
Airco
- DH.2
- DH.4
- DH.5
- DH.9

Armstrong-Whitworth
- F.K.3

Avro
- 504

Blériot Aéronautique
- Experimental 2a 2b 2c

Bristol Aeroplane Company
- F2A
- F2B Scout

Handley Page Aircraft Company
- O/400
- Martinsyde G.100

Morane-Saulnier
- Bullet
- Biplanet
- Parasol

Societe Anonyme des Etablissements Nieuport
- Scout
- 17
- 23
- 27

Royal Aircraft Factory
- S.E.5
- S.E.5a
- B.E.2e
- B.E.12
- F.E.2
- F.E.8
- R.E.7
- R.E.8

Sopwith Aviation Company
- Baby
- Camel
- Dolphin
- Pup
- Snipe
- 1½ Strutter

SPAD
- S.VII
- S.XIII

Vickers
- F.B.5 Gunbus

Molte innovazioni tecnologiche vennero introdotte in quel periodo. I velivoli divennero più veloci e più maneggevoli, potendo così attaccare le posizioni nemiche oltre che sorvolarle per ricognizione. L'invenzione del meccanismo di sincronizzazione permise di montare le mitragliatrici frontalmente, rendendo possibile sparare tra le eliche del motore.

## Prima guerra mondiale

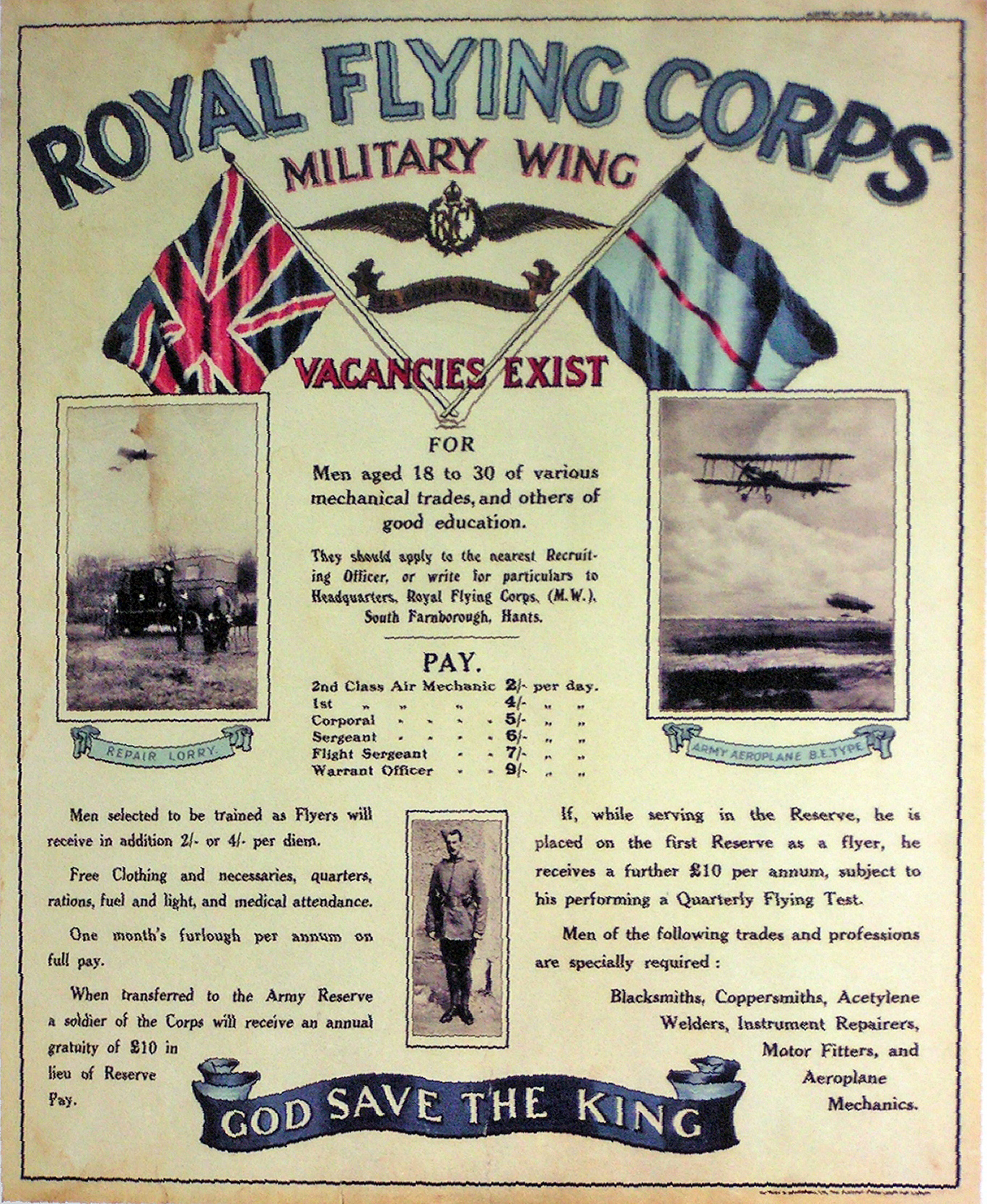
Locandina di arruolamento

I RFC furono responsabili delle ricognizioni effettuate con i palloni sul fronte occidentale. Per la prima metà della guerra, le forze aeree francesi erano di gran lunga più numerose dei RFC, e di conseguenza parteciparono a più combattimenti. Nonostante i mezzi primitivi, l'aggressiva guida del comandante Hugh Trenchard portò a molti combattimenti coraggiosi e a molte perdite - oltre 700 nel 1916, il tasso peggiorò in seguito.
Le prime vittime di guerra 
i RFC si ebbero ancor prima che arrivassero in Francia. Il tenente Robert R. Skene e il Meccanico Ray Barlow restarono uccisi il 12 agosto 1914, quando il loro aeroplano, probabilmente sovraccarico, si schiantò mentre si recava al punto di incontro con il resto dei RFC nei pressi di Dover. Skene era stato il primo inglese a fare il giro della morte con un aeroplano. Dopo il rendezvous, i RFC fecero un attraversamento in massa della Manica, con 60 velivoli.
La prima azione dei RFC fu una ricognizione condotta da due aerei il 19 agosto 1914. La missione non ebbe grande successo. Allo scopo di risparmiare peso, ogni aereo portava un solo pilota invece dell'abituale coppia pilota-osservatore. A causa di ciò, e del cattivo tempo, entrambi i piloti si persero e solo uno fu in grado di completare la missione.
La prima vittoria per i RFC arrivò quasi una settimana dopo, il 25 agosto, quando i Tenenti C.W. Wilson e C.E.C. Rabagliati costrinsero all'atterraggio un Etrich Taube tedesco che si era avvicinato al loro aerodromo mentre stavano rifornendo i loro Avro. Un altro aereo dei RFC atterrò a fianco dell'apparecchio tedesco e l'osservatore inseguì il pilota tedesco in un bosco delle vicinanze.
All'inizio della guerra gli aerei dei RFC erano contrassegnati con l'Union Jack sulle ali. Gli aerei venivano spesso bersagliati dalle truppe di terra perché le insegne venivano confuse con le croci degli aerei tedeschi. Per evitare ciò i RFC adottarono la familiare rondella dei francesi, ma con i colori in un ordine differente.
Uno degli impieghi iniziali degli aerei dei RFC era quello di individuare il fuoco dell'artiglieria. I risultati del fuoco d'artiglieria erano abbastanza facili da osservare, il problema era comunicare le correzioni necessarie alle batterie. Il sistema standard prevedeva che il pilota scrivesse una nota e la gettassero a terra dove poteva essere recuperata. I RFC sperimentarono l'utilizzo di trasmittenti radio sui loro apparecchi. Sfortunatamente le trasmittenti dell'epoca pesavano 34 chilogrammi ed occupavano un intero posto nella carlinga. Ciò significava che il pilota doveva far volare l'aereo, navigare, osservare la caduta dei proiettili e trasmettere i risultati in codice Morse; tutto da solo. Inoltre, le radio installate sugli aerei potevano solo trasmettere, e quindi i piloti non potevano ricevere istruzioni o richieste da terra. Questo lavoro venne svolto inizialmente da un gruppo speciale (il Wireless Flight) che era distaccato presso lo Squadrone nº4 dei RFC. Successivamente questo gruppo venne ampliato costituendo lo Squadrone nº9, comandato da Hugh Dowding.
Undici membri dei RFC ricevettero la Victoria Cross durante la prima guerra mondiale.
Prima della Battaglia della Somme i RFC avevano 421 aerei, con quattro squadroni di palloni frenati e quattordici palloni. Questi costituivano quattro brigate, che lavoravano con quattro armate britanniche. I RFC arruolavano uomini provenienti da tutto l'Impero britannico, compresi Sudafrica, Canada e Australia. Alcuni statunitensi si unirono ai RFC prima che gli USA entrassero in guerra.

## Addestramento
Nel 1917, i governi di Stati Uniti, Canada e Regno Unito decisero di unire le proprie forze per l'addestramento. Tra l'aprile del 1917 e il gennaio del 1919, Camp Borden, nell'Ontario, ospitò corsi su volo, comunicazioni radio, armi aeree e fotografia, addestrando 1.812 piloti canadesi e 72 statunitensi. La base ospita ancor oggi la più grande sezione per l'addestramento delle forze canadesi. L'addestramento si svolse anche in diversi altri luoghi dell'Ontario.
Durante l'inverno 1917-18, istruttori dei RFC si allenarono con i Signal Corps dell'esercito statunitense in tre campi di volo, sistemando circa seimila uomini a Camp Taliaferro, nei pressi di Fort Worth (Texas). L'addestramento era rischioso; 39 tra ufficiali e cadetti dei RFC morirono in Texas. Undici di questi sono ancora li, reinterrati nel 1924 in un cimitero della Commonwealth War Graves Commission, dove un monumento onora il loro sacrificio.

## Amalgamazione
Verso la fine della prima guerra mondiale, il 1º aprile 1918, i RFC e il RNAS vennero amalgamati per formare un nuovo corpo, la Royal Air Force. La RAF era sotto il controllo dell'Air Ministry. Nel 1919 la RAF poteva contare su un organico di 4 000 aerei da combattimento e 114 000 uomini.

## Alcuni membri dei RFC

### Noti per motivi militari
- Billy Bishop, VC - miglior asso dell'aviazione alleata della prima guerra mondiale.
- Hugh Dowding, ultimo comandante del Comando Caccia della RAF durante la Battaglia d'Inghilterra.
- Edward Mannock, miglior pilota britannico, gli sono state accreditate 61 vittorie.
- Maresciallo dell'aria Sir Arthur Harris ("Bomber" Harris), in seguito comandante del Comando Bombardieri della RAF
- Trafford Leigh-Mallory, in seguito comandante del Comando Caccia
- John Moore-Brabazon I Lord Brabazon di Tara, in seguito Ministro della Produzione Aeronautica sotto Winston Churchill
- Keith Park
- Sir Charles Portal, sostenitore del bombardamento strategico durante la seconda guerra mondiale
- Henry Tizard, scienziato e inventore britannico, presidente dell'Aeronautical Research Committee 1933-44.
- Hugh Trenchard, comandante dei RFC e successivamente Capo di Stato maggiore dell'Aeronautica

### Noti per altri motivi
- O. G. S. Crawford, in seguito Archaeology Officer of the Ordnance Survey
- Charles Galton Darwin F.R.S., nipote di Charles Darwin
- Jack Hobbs, giocatore di cricket
- W. E. Johns, autore dei libri della serie Biggles
- John Lennard-Jones, scienziato
- Oswald Mosley, fondatore dell'Unione Britannica dei Fascisti
- William Stephenson, che giocherà un ruolo chiave nella creazione della CIA e fu il primo cittadino non-statunitense a ricevere la Medaglia presidenziale della libertà

## I RFC nella finzione
- Biggles
- Gli angeli dell'inferno (Hell's Angels), film diretto nel 1930 da Howard Hughes, con Jean Harlow
- Missione all'alba (The Dawn Patrol), film diretto nel 1938 da Edmund Goulding, con Errol Flynn, Basil Rathbone e David Niven
- Giovani aquile (Flyboys), film diretto nel 2006 da Tony Bill